# Антон Ґрафф
Анто́н Ґрафф (нім. Anton Graff; 18 листопада 1736, Вінтертур — 22 червня 1813, Дрезден) — німецький художник швейцарського походження, видатний портретист свого часу. Збереглося близько 2 000 робіт Ґраффа.

## Біографія
Народився в сім'ї ремісника з Вінтертура, навчавався живопису на батьківщині і в Аугсбурзі і спеціалізувався на портретному живописі. У 1766 р. він отримав посаду придворного художника і викладача в дрезденській Академії мистецтв, яку зберіг до  своєї смерті. Він відхиляв навіть вигідніші пропозиції з Берліна. На його портретах зображені великі особи того часу, зокрема, Готгольд Ефраїм Лессінг, Мозес Мендельсон, Йоганн-Готфрід Гердер, Фрідріх Шиллер, Християн Фелікс Вейсе, Крістоф Віллібальд Глюк, Генріх фон Кляйст і Даніель Ніколаус Ходовецький, Фрідріх Гедіке. Головним твором Ґраффа вважається портрет прусського короля Фрідріха Великого.
У пізньому періоді творчості Ґрафф звернувся до жанру пейзажу. Роботи Антона Ґраффа вплинули на творчість художників Філіппа Отто Рунге і Каспара Давида Фрідріха.
Ім'я Антона Ґраффа носить будівля технічної професійної школи в його рідному Вінтертурі. На його честь також названо астероїд 27864 Антонґрафф.

## Галерея

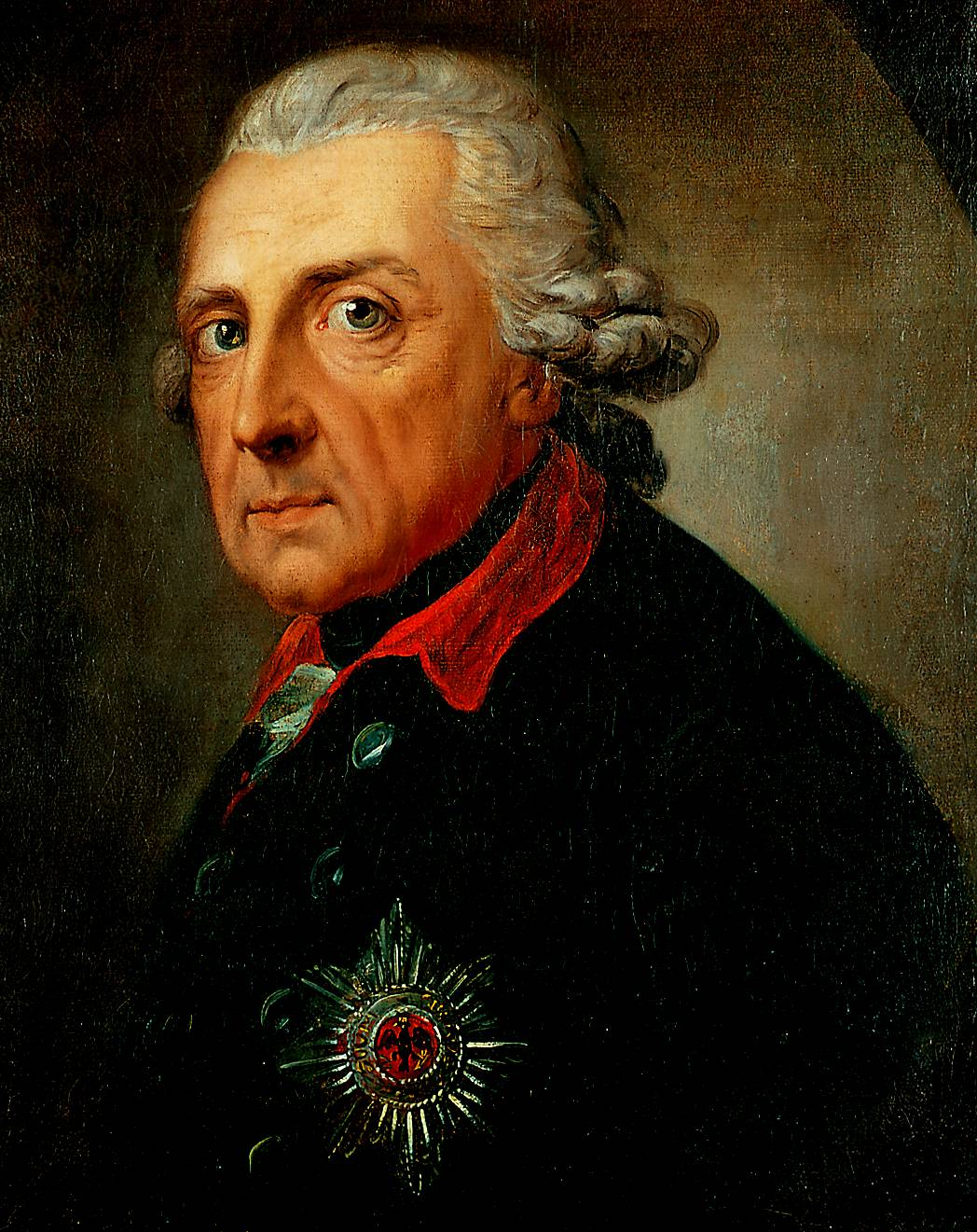
Фрідріх ІІ
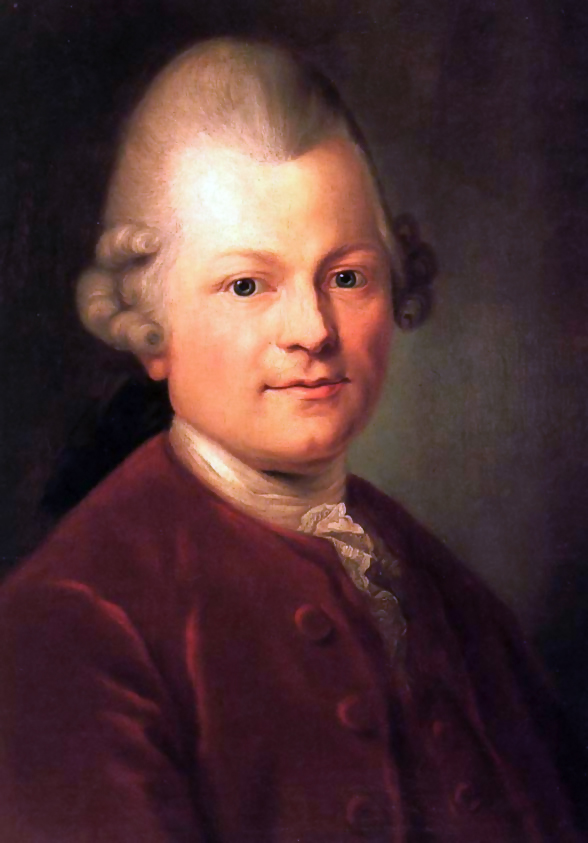
Лессінг Готгольд Ефраїм
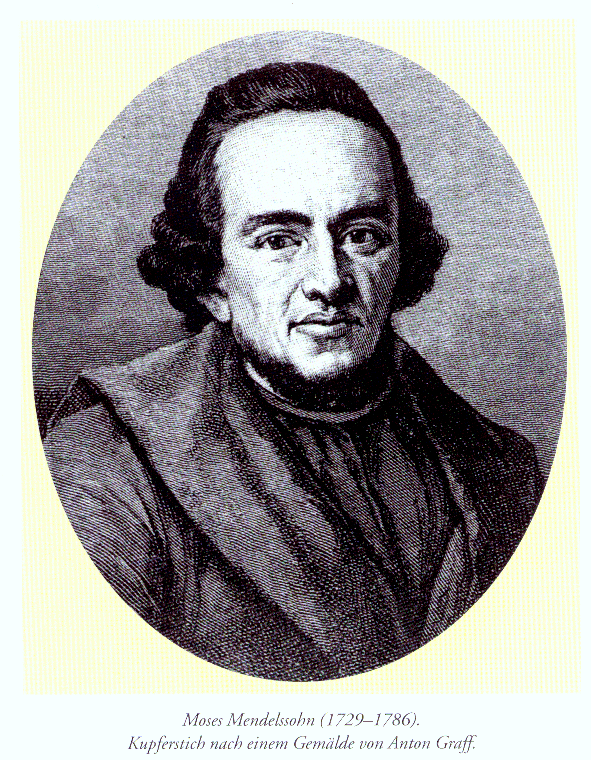
Мозес Мендельсон